# لیف اریکسون
لیف اریکسون (به ایسلندی: Leifur Eiríksson) (زاده ۹۷۰ - درگذشته ۱۰۲۰ میلادی)، شناخته‌شده با نام لیف خوش‌شانس (به نورس باستان: Leifr hinn Heppni)، کاوشگر نورس بود، که باور می‌رود نخستین اروپایی باشد که قارهٔ آمریکای شمالی را کشف کند، حدود پانصد سال پیش از کریستف کلمب. به گفتهٔ سرگذشت‌نامه‌های ایسلندی، او در وینلند که معمولا به عنوان قارهٔ آمریکای شمالی برداشت می‌شود، یک سکونتگاه نورس بنیان نهاد. هم‌اکنون یک حدس و گمان وجود دارد که سکونتگاهی که لیف و هم‌گروهیانش ایجاد کردند، در لانزی مدو در نیوفاندلند و لابرادور وجود دارد که ۱٬۰۰۰ سال پیش اشغال بوده‌است.
لیف پسر اریک سرخ، بنیان‌گذار نخستین سکونتگاه نورس در گرینلند و یک زن ایسلندی به نام ثیودهیلد بود. زادگاه او ناشناخته است، اما گمان می‌رود او در ایسلند زاده شده باشد که مردمان نورس، بیشتر اهل نروژ آن را به تازگی اشغال کرده بودند.